# تپه قلات شین‌آباد
تپه قلات شین آباد مربوط به هزاره اول قبل از میلاد است و در شرق شهرستان پیرانشهر واقع شده و این اثر در تاریخ ۱۶ دی ۱۳۴۵ با شمارهٔ ثبت ۶۱۰ به‌عنوان یکی از آثار ملی ایران به ثبت رسیده است.